# Davide Rizzi
Davide Rizzi (Padua, 8 de diciembre de 1998) es un deportista italiano que compite en parkour. Ganó una medalla de bronce en el Campeonato Mundial de Parkour de 2022, en la prueba de estilo libre.

## Palmarés internacional
| Campeonato Mundial | Campeonato Mundial | Campeonato Mundial | Campeonato Mundial |
| Año                | Lugar              | Medalla            | Prueba             |
| ------------------ | ------------------ | ------------------ | ------------------ |
| 2022               | Tokio (Japón)      | Medalla de bronce  | Estilo libre       |